# Trực Lệ Tuần phủ
Trực Lệ Tuần phủ (giản thể: 直隶巡抚; phồn thể: 直隸巡撫) là một chức vụ tuần phủ được thiết lập vào đầu thời nhà Thanh trong lịch sử Trung Quốc. Qua nhiều lần thay đổi về quyền hạn cũng như địa hạt, chức Trực Lệ Tuần phủ chính thức chấm dứt vào năm 1724 dưới triều Ung Chính và được tiếp nối bằng Trực Lệ Tổng đốc.

## Lịch sử
Năm 1644 dưới triều Thuận Trị, tại địa khu Bắc Trực Lệ, triều đình nhà Thanh đã cho thiết đặt 3 vị trí tuần phủ ở Thuận Thiên (đóng ở Tuân Hóa), Tuyên Phủ và Bảo Định (đóng ở Chân Định), cùng với 2 vị trí tổng đốc ở Thiên Tân và Tuyên Đại Sơn Tây (đóng ở Đại Đồng). Giữa tuần phủ và tổng đốc không có quan hệ lệ thuộc lẫn nhau. Sau khi Nam Kinh không còn là kinh đô thứ 2, Nam Trực Lệ được chia làm tỉnh An Huy và tỉnh Giang Tô, còn Bắc Trực Lệ được đổi thành tỉnh Trực Lệ, khu quản hạt tương đương với Kinh Tân Ký và Hà Nam. Năm 1648, vị trí Tổng đốc Tuyên Đại Sơn Tây bị bãi bỏ, triều đình lại cho thiết đặt vị trí tổng đốc tại 3 tỉnh Trực Lệ, Sơn Đông và Hà Nam, đóng tại phủ Đại Danh (nay là huyện Đại Danh thuộc tỉnh Hà Bắc). Năm 1658, vị trí Trực Lệ Tổng đốc được đổi thành Trực Lệ Tuần phủ, quản lý tất cả sự vụ trong tỉnh Trực Lệ.
Năm 1669, Trực Lệ Tuần phủ dời đến đóng tại Bảo Định. Đến năm 1713, chức Trực Lệ Tuần phủ được ban thêm hàm Tổng đốc, quyền hạn được mở rộng. Năm 1724, Ung Chính Đế quyết định thăng Trực Lệ Tuần phủ Lý Duy Quân lên làm Tổng đốc, có quyền quản hạt với tất cả các phủ Thuận Thiên, Bảo Định, Chính Định, Đại Danh, Thuận Đức, Quảng Bình, Thiên Tân, Hà Gian, Thừa Đức, Triều Dương, Tuyên Hóa, Vĩnh Bình, các châu Tuân Hóa, Dịch Châu, Triệu Châu, Ký Châu, Định Châu, còn có Khẩu Bắc và khu tự trị Mông Cổ. Kể từ đây đến thời Thanh mạt, chế độ lấy Trực Lệ Tổng đốc quản hạt toàn tỉnh Trực Lệ vẫn tiếp tục được duy trì. Bảo Định, nơi được chọn làm thủ phủ của Trực Lệ, không chỉ đảm nhận các chức năng quản lý hành chính, thu thuế, xét xử tư pháp của tỉnh mà còn đảm nhận một số chức năng chính trị, văn hóa và giáo dục trải rộng từ thủ đô Bắc Kinh. Năm 1763 dưới triều Càn Long, Trực Lệ Tổng đốc án theo lệ của Tứ Xuyên Tổng đốc mà quản hạt các sự vụ của chức tuần phủ.

## Người từng nhậm chức
| #  | Nhiệm kỳ | Nhiệm kỳ | Tên              | Tên      | Thời gian sống | Thời gian sống | Thụy hiệu  | Thụy hiệu | Kỳ tịch   | Kỳ tịch        | Chú   | Nguồn  |
| #  | Bắt đầu  | Kết thúc | Phiên âm         | Chữ Hán  | Sinh           | Mất            | Phiên âm   | Chữ Hán   | Kỳ phân   | Kỳ             | Chú   | Nguồn  |
| -- | -------- | -------- | ---------------- | -------- | -------------- | -------------- | ---------- | --------- | --------- | -------------- | ----- | ------ |
| 1  | 1660     | 1666     | Vương Đăng Liên  | 王登聯   | Không rõ       | 1666           | Khác Mẫn   | 悫愍      | Hán quân  | Tương Hồng kỳ  | [ a ] | [ 7 ]  |
| 2  | 1666     | 1668     | Cam Văn Hỗn      | 甘文焜   | 1632           | 1674           | Trung Quả  | 忠果      | Hán quân  | Chính Lam kỳ   | [ b ] | [ 8 ]  |
| 3  | 1669     | 1680     | Kim Thế Đức      | 金世德   | Không rõ       | 1680           | Thanh Huệ  | 清惠      | Hán quân  | Chính Hoàng kỳ | [ c ] | [ 9 ]  |
| 4  | 1680     | 1682     | Vu Thành Long    | 于成龍   | 1617           | 1684           | Thanh Đoan | 清端      | Người Hán | Người Hán      | [ e ] | [ 10 ] |
| 5  | 1682     | 1684     | Cách Nhĩ Cổ Đức  | 格尔古德 | 1641           | 1684           | Văn Thanh  | 文清      | Mãn Châu  | Tương Lam kỳ   | [ f ] | [ 11 ] |
| 6  | 1984     | 1685     | A Cáp Đạt        | 阿哈达   |                |                |            |           | Mãn Châu  |                |       | [ 12 ] |
| 7  | 1685     | 1686     | Thôi Trừng       | 崔澄     |                |                |            |           |           |                |       |        |
| 8  | 1686     | 1690     | Vu Thành Long    | 于成龍   | 1638           | 1700           | Tương Cần  | 襄勤      | Hán quân  | Tương Hoàng kỳ | [ g ] | [ 13 ] |
| 9  | 1690     | 1695     | Quách Thế Long   | 郭世隆   | 1645           | 1716           |            |           | Hán quân  | Tương Hồng kỳ  | [ h ] | [ 14 ] |
| 10 | 1695     | 1698     | Thẩm Triều Sính  | 沈朝聘   |                |                |            |           |           |                |       | [ 15 ] |
| 11 | 1698     | 1705     | Lý Quang Địa     | 李光地   | 1642           | 1718           | Văn Trinh  | 文贞      | Người Hán | Người Hán      | [ i ] | [ 16 ] |
| 12 | 1705     | 1722     | Triệu Hoành Tiếp | 赵宏燮   | 1656           | 1722           | Túc Mẫn    | 肃敏      | Người Hán | Người Hán      | [ j ] | [ 17 ] |
| 13 | 1722     | 1723     | Triệu Chi Hoàn   | 赵之桓   |                |                |            |           | Người Hán | Người Hán      |       | [ 17 ] |
| 14 | 1723     | 1724     | Lý Duy Quân      | 李維鈞   |                |                |            |           | Người Hán | Người Hán      | [ k ] | [ 4 ]  |

## Tương quan
Dưới triều Khang Hi, đã có nhiều sự việc liên quan đến chức vụ này được ghi chép lại, trong đó có việc Tiểu Vu Thành Long 2 lần nắm giữ chức vụ. Năm 1686, Tiểu Vu Thành Long thay Thôi Trừng đảm nhiệm chức vụ Trực Lệ Tuần phủ, đến năm 1690 thì được thăng làm Tả đô Ngự sử của Đô sát viện kiêm Đô thống của Hán quân Tương Hồng kỳ. Năm 1698, khi Thẩm Triều Sính đang tại nhiệm thì có nạn đói xảy ra ở Sơn Đông, người dân phải đi xin ăn, một vị Tuần phủ là Lý Vĩ lại tấu rằng không nghe được tin tức. Khang Hi Đế đã cách chức Lý Vĩ, đồng thời lấy lý do tuổi già nhiều bệnh mà cho Thẩm Triều Sính về hưu, lại lệnh cho Tiểu Vu Thành Long lúc bấy giờ đang là Hà Đạo Tổng đốc kiêm quản việc của Trực Lệ Tuần phủ.
Tính từ khi nha môn của Trực Lệ Tuần phủ được Khang Hi Đế chỉ định chuyển đến Bảo Định vào năm 1669, liên tiếp 3 quan viên nhậm chức này là Kim Thế Đức, Vu Thành Long và Cách Nhĩ Cổ Đức đều là những vị quan nổi tiếng công chính liêm minh. Đến năm 1698, sau khi Tiểu Vu Thành Long kiêm nhiệm một thời gian ngắn, Lý Quang Địa cũng nhờ làm quan thanh liêm mà được bổ nhiệm làm Trực Lệ Tuần phủ. Tuy nhiên, người kế nhiệm Lý Quang Địa là Triệu Hoành Tiếp lại phạm tội biển thủ tiền của ngân khố khi đang tại nhiệm. Sau khi ông qua đời, Khang Hi Đế đã bổ nhiệm con trai ông là Triệu Chi Hoàn, lúc bấy giờ đang nhậm chức Lang trung, thay quyền Trực Lệ Tuần phủ này để giải quyết tất cả những vấn đề mà Triệu Hoành Tiếp để lại, tiếp tục lo việc kinh doanh của cha và bù đắp cho sự thiếu hụt của ngân khố.